# 莫斯科時裝周
莫斯科时装周（Moscow Fashion Week）创始于1994年。时装周展示了俄罗斯设计师和世界各国的高级定制时装。从2003年开始，莫斯科时装周每年举办两次，分别在3月底(秋冬时装秀)和10月底(春夏时装秀)，展示成衣。莫斯科时装周的宗旨是促进俄罗斯时尚产业的发展，并在T台上展示世界最佳时尚设计。
莫斯科时装周的参与者包括Valentin Yudashkin、Igor Gulyaev、Igor Chapurin、Vyacheslav Zaitsev、Max Chernitsov、Olga Rusan、Alyona Akhmadullina、Sergey Efremov、Eleonora Amosova、Sergey Sysoev、Tatiana Gordienko等设计师。

## 獎項
时装周组织者在时装周的最后一天颁发"金模特"奖。2003年，主办方成立了跨地区公共组织"国家时尚产业学院"(NAIM)，并开始颁发"金锭奖"。
多年来，获得莫斯科时装周认证的媒体有Fashion Collection、Melon Rich、Bohema杂志/La Boheme Magazine等。
2021年，在时装周、总统文化倡议基金、A.N.柯西金俄罗斯国立大学、英国高等设计学院、Artes基金会的支持下，举办了全俄罗斯设计师大赛"时尚代码"。比赛收到了来自不同城市的1500多份申请，分几个阶段进行:首先选出100名参与者，然后从他们中选出10名决赛选手，最后评选出3名获奖者。

## 官方网站
- Moscow Fashion Week （页面存档备份，存于）